# GT400
「GT400」（ジー・ティー 400）は、日本のロックバンド、thee michelle gun elephantの11thシングル。2000年2月2日、日本コロムビアより発売。

## 解説
- シングル作品としては前作より1年3か月ぶりのリリース。アルバム「CASANOVA SNAKE」先行シングルとなった。
- 初回限定パッケージ（光沢紙使用のデジパック）

## 収録曲
1. GT400 (4:16)
ルースターズへのオマージュが捧げられている楽曲と言われており、怒髪天の増子直純[1]や元BEAT CRUSADERSのヒダカトオル[2]もルースターズの影響を指摘している。
2000年に出演したフジロックフェスティバルで演奏前に「単車乗ってどっか行こうぜ!」と発言していることから、バイクのことについて歌われていると思われる（実際、PV中にバイクが出てくる）。
この曲が発表された当時はGT400なるバイクは実在しなかったが、その後ホンダからシルバーウイングGT<400>が発売された。
2. モナリザ Mona Lisa (6:30)
日本ではアルバム未収録（アルバム『ロデオ・タンデム・ビート・スペクター』に海外限定で収録）であるが、後に映画『青い春』の劇中で使用された。

全作詞：チバユウスケ 作曲・編曲：thee michelle gun elephant

## 収録作品
| 発売日         | タイトル                                                                                | 規格品番                      |
| -------------- | --------------------------------------------------------------------------------------- | ----------------------------- |
| 2000年02月02日 | 7"シングル『GT400/モナリザ』                                                            | COKA-50237                    |
| 2000年03月01日 | オリジナルアルバム『カサノバ・スネイク』                                                | COCP-50245                    |
| 2000年07月29日 | DVD『FILM STARS NOT DEAD』                                                              | COBA-50345                    |
| 2000年12月13日 | ベストアルバム『TMGE 106』                                                              | COJA-50454/5                  |
| 2000年12月13日 | ライブアルバム『CASANOVA SAID "LIVE OR DIE"』                                           | COCP-50461                    |
| 2002年12月25日 | ベストアルバム『THEE MICHELLE GUN ELEPHANT GRATEFUL TRIAD YEARS』                       | XT-1360/1 COCP-50719/20       |
| 2003年12月3日  | ライブアルバム『LAST HEAVEN'S BOOTLEG』                                                 | UPCH-1301/2                   |
| 2003年12月3日  | DVD『BURNING MOTORS GO LAST HEAVEN』                                                    | UPBH-1115                     |
| 2004年1月21日  | DVD『a filmography of THEE MICHELLE GUN ELEPHANT』                                      | COBA-50777                    |
| 2010年1月20日  | DVD-BOX『THEE LIVE』                                                                    | COBA-4861/72                  |
| 2013年03月27日 | コンピレーションアルバム『TWO DAYS OFF』                                                | COCP-37941                    |
| 2013年9月25日  | DVD/BD『BURNING MOTORS GO LAST HEAVEN Ⅱ LAST HEAVEN TOUR 2003.09.25 at Kyoto TAKUTAKU』 | UMBK-1203 UMBK-9271 UMXK-1026 |